# Alexei Leontiev
Alexis Nikolaevich Leontiev (Russo: Алексей Николаевич Леонтьев; 18 de fevereiro de 1903, Moscou - 21 de janeiro de 1979, Moscou) foi um psicólogo e filósofo soviético.

## Biografia
Alexei N. Leontiev nasceu em 1903 em Moscou. Depois de graduar-se em Ciências Sociais, aos vinte anos, em 1924, Leontiev passou a trabalhar com Kornilov na tentativa de desenvolver uma psicologia baseada na filosofia do marxismo-leninismo, sendo que seu talento apareceu nos primeiros experimentos realizados com Luria sobre reações afetivas. Mas a direção principal de sua pesquisa tomou forma quando passou a trabalhar de forma próxima com Vigotski, na segunda metade da década de 1920, que, em conjunto com Luria, desenvolveram uma teoria da origem sócio-histórica das funções psíquicas superiores, as funções especificamente humanas, em resposta ao behaviorismo e o foco no mecanismo estímulo-resposta como explicação do comportamento humano. Os três pesquisadores trabalharam no mesmo grupo até 1930, quando Leontiev foi convidado a criar um grupo de pesquisa na cidade de Kharkov, retornando a Moscou em 1934.
O grupo de Kharkov elaborou diversos estudos experimentais e teóricos na Academia de Psiconeurologia Ucraniana focados na estrutura e origem da atividade humana, principalmente a atividade prática, e seu papel na formação dos vários processos psíquicos em diferentes estágios do desenvolvimento ontogenético.
Em 1941 passou a lecionar na  Universidade de Moscou e foi organizador da faculdade de Psicologia em 1966. Foi membro da Academia de Ciências Pedagógicas da URSS e doutor honoris da Universidade de Paris. Foi presidente do congresso Internacional de Psicologia de Moscou (1971).
Experimentador ao longo de toda sua vida, trabalhou sobre o desenvolvimento do psiquismo na criança, do psiquismo animal, a percepção, os sistemas funcionais do psiquismo, as relações entre o ser humano e as técnicas modernas etc. No decurso de meio século de atividade científica efetuou e dirigiu um número considerável de trabalhos experimentais. Foi a partir deles e para melhor os interpretar que chegou a uma concepção de conjunto.
Suas investigações o levaram a defender a natureza sócio-histórica do psiquismo humano e a partir daí a teoria marxista do desenvolvimento social se tornaram, para ele, indispensável. Leontiev, porém, não limita seu horizonte ao laboratório, preocupa-se com os problemas da vida humana em que o psiquismo intervém, o seu campo de estudos compreende a pedagogia, a cultura no seu conjunto, o problema da personalidade etc.
Envolveu-se com numerosos órgãos e organismos da vida científica, filosófica e política. Foi discípulo de Vigotski e empreendeu com este, vários trabalhos sobre o desenvolvimento ontogenético do psiquismo, especialmente sobre a memorização.
Na obra O Desenvolvimento do Psiquismo, o autor tem como objetivo revogar opiniões biologizantes sobre a natureza e o desenvolvimento do psiquismo humano, na qual os processos psíquicos superiores e as aptidões humanas dependeriam diretamente e fatalmente dos caracteres biológicos hereditários. Estas concepções manifestam-se também nos preconceitos pedagógicos ou outros resultantes da desigualdade secular das condições sociais do desenvolvimento das pessoas.
Finalmente, um pequeno livro muito importante que apareceu em Moscou em meados de 1974, que reúne os trabalhos e reflexões dos últimos anos de vida sob o título Atividade. Consciência. Personalidade. Neste, Leontiev fala, entre outras coisas, da psicologia soviética, que foi o caminho de uma luta incessante orientada para a assimilação criadora do marxismo-leninismo e contra as concepções idealistas e mecanistas biologizantes que tomava ora um rosto, ora outro. Compreendíamos todos que a psicologia marxista não é uma tendência particular, não é uma escola, mas, uma etapa histórica que representa o princípio de uma psicologia altamente científica e consequentemente materialista.
Foi amigo e companheiro intelectual de Evald Ilienkov.
Morreu em Moscou, em 1979, devido a um ataque cardíaco.

## Textos Disponíveis em Português
- 1972: Atividade e Consciência
- 1974: Atividade, Consciência e Personalidade
- 1979: Sobre o Desenvolvimento Criativo de Vigotski
- Livro O Desenvolvimento do Psiquismo
- Atividade Consciência Personalidade, Aleksei N. Leontiev. Bauru: Mireveja, 2021. Tradução (direta do russo) de Priscila Marques.